# Tim Clifford
Timothy Clifford (* 8. Juni 1986 in Walpole, Massachusetts) ist ein US-amerikanischer Basketballspieler. Der 2,11 m große Center, der vorher für das College of the Holy Cross in Worcester, Massachusetts spielte, unterschrieb für die Saison 2008/2009 einen Einjahresvertrag bei dem deutschen Bundesligisten Telekom Baskets Bonn. In der Patriot League der  NCAA machte Clifford im Schnitt 18 Punkte und 5,4 Rebounds pro Spiel.
Nach dem Ende der Saison 2008/2009 wurde der Vertrag von Timothy Clifford, nach Bekanntwerden der Verpflichtung von Chris Ensminger, in Bonn nicht verlängert. In 29 Spielen für die Bonner erzielte Clifford im Schnitt 1,9 Punkte und holte 1 Rebound.

## Erfolge
- 2009 Deutscher Vizepokalsieger mit den Telekom Baskets Bonn
- 2009 Deutscher Vizemeister mit den Telekom Baskets Bonn

| Personendaten    | Personendaten                          |
| ---------------- | -------------------------------------- |
| NAME             | Clifford, Tim                          |
| ALTERNATIVNAMEN  | Clifford, Timothy (vollständiger Name) |
| KURZBESCHREIBUNG | US-amerikanischer Basketballspieler    |
| GEBURTSDATUM     | 8. Juni 1986                           |
| GEBURTSORT       | Walpole, Massachusetts                 |